# Art de carrer
|  | Per a altres significats, vegeu «Espectacle de carrer». |

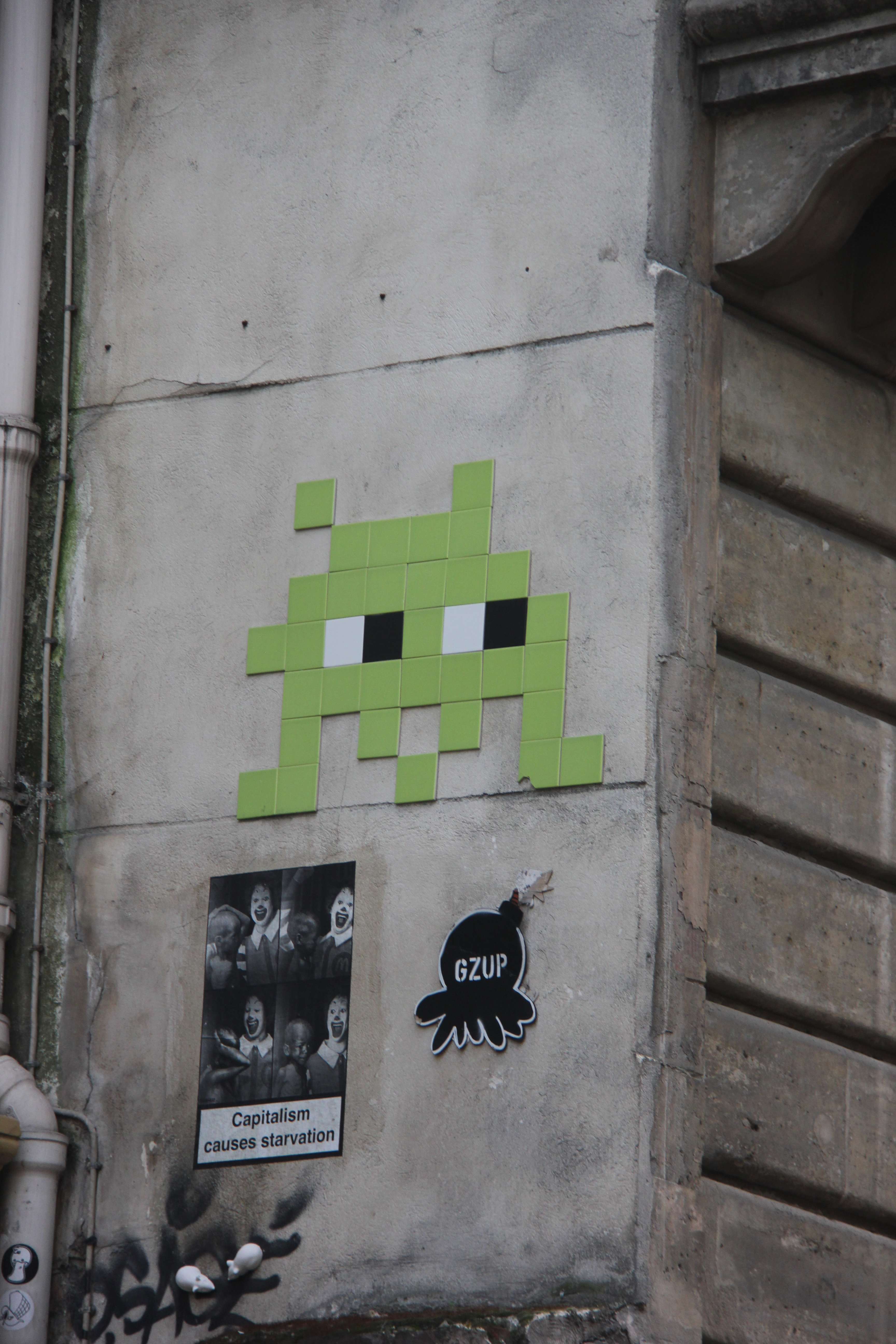
Diverses tècniques d'arts plàstiques de carrer

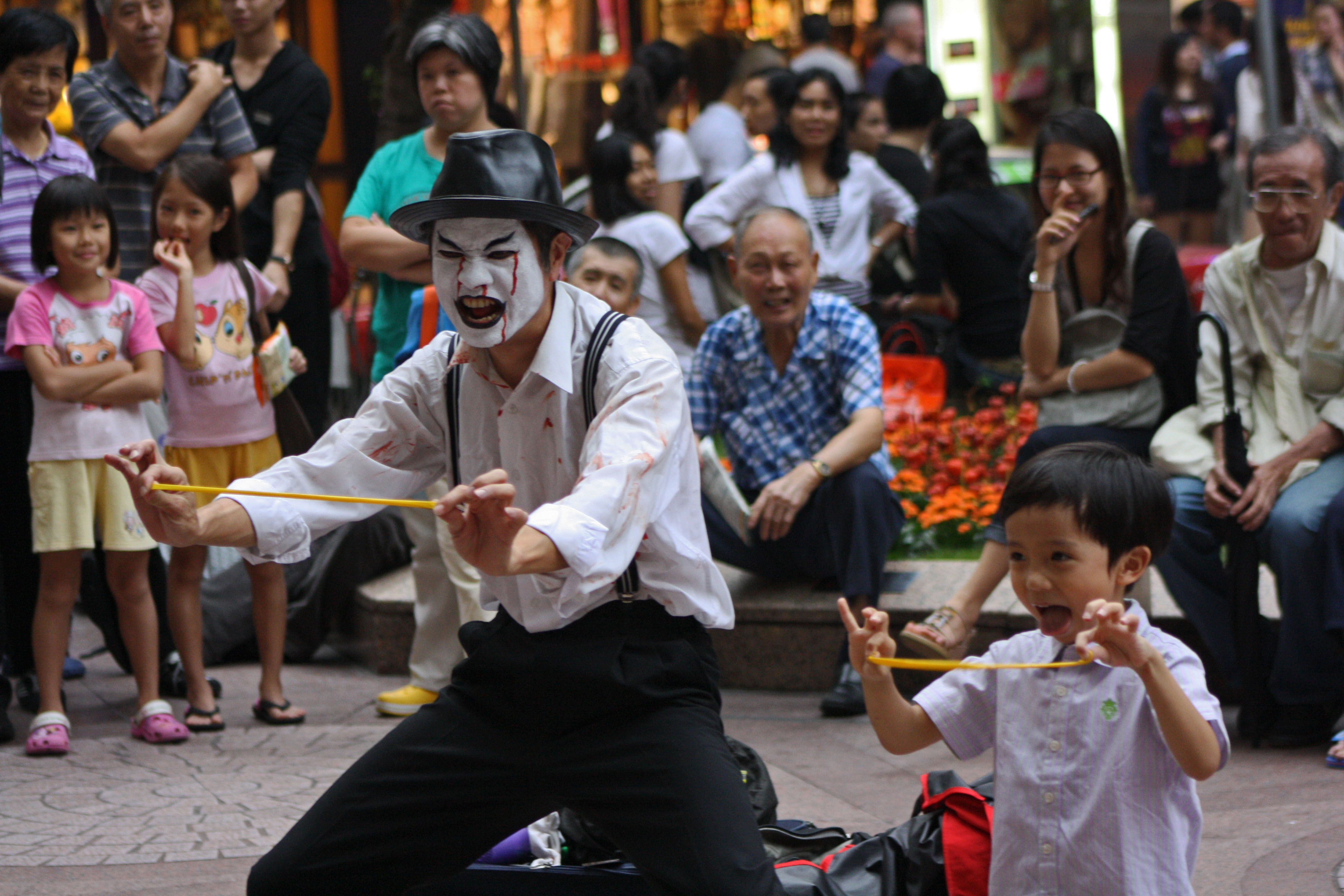
Art de carrer a Hong Kong

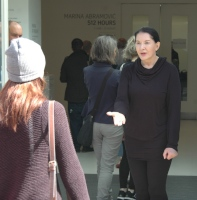
Art d'acció a Londres

L'art de carrer és l'art desenvolupat en els espais públics, com murals d'edificis, grafits, pintura de carrer i accions artístiques. El terme pot incloure obres d'art tradicional, grafits (graffitis), stencil graffitis, adhesius, wheatpasting (cartells als carrers), projeccions de vídeo, intervencions teatrals, l'art de guerrilla, flash mobs o instal·lacions de carrer. En general, l'art del carrer o el grafit té un missatge més específic, s'utilitza per a distingir obres d'art contemporani de l'espai públic del grafit territorial, el vandalisme o l'art corporatiu.
L'art de carrer està fortament definit per una realitat: en el 99% dels casos, la seva realització és il·legal, i en si mateix constitueix un desafiament a la propietat privada i a la reglamentació de l'espai públic. També és evident que sol ser vehicle d'expressions polítiques d'oposició (l'stencil, particularment, és utilitzat com una tècnica de difusió de consignes i simbolitzacions de tipus polític).
Els artistes han fet un desafiament en situar l'art en contextos no artístics. Els artistes Street no aspiren a canviar la definició d'una obra d'art, sinó més aviat a preguntar sobre l'entorn existent, amb el seu propi idioma. Tracten de comunicar-se amb la gent del carrer sobre temes de rellevància social, de manera que estiguin informats per valors estètics, sense ser empresonats per aquests. John Fekner defineix l'art de carrer com "tot l'art al carrer que no és grafit".

## Història

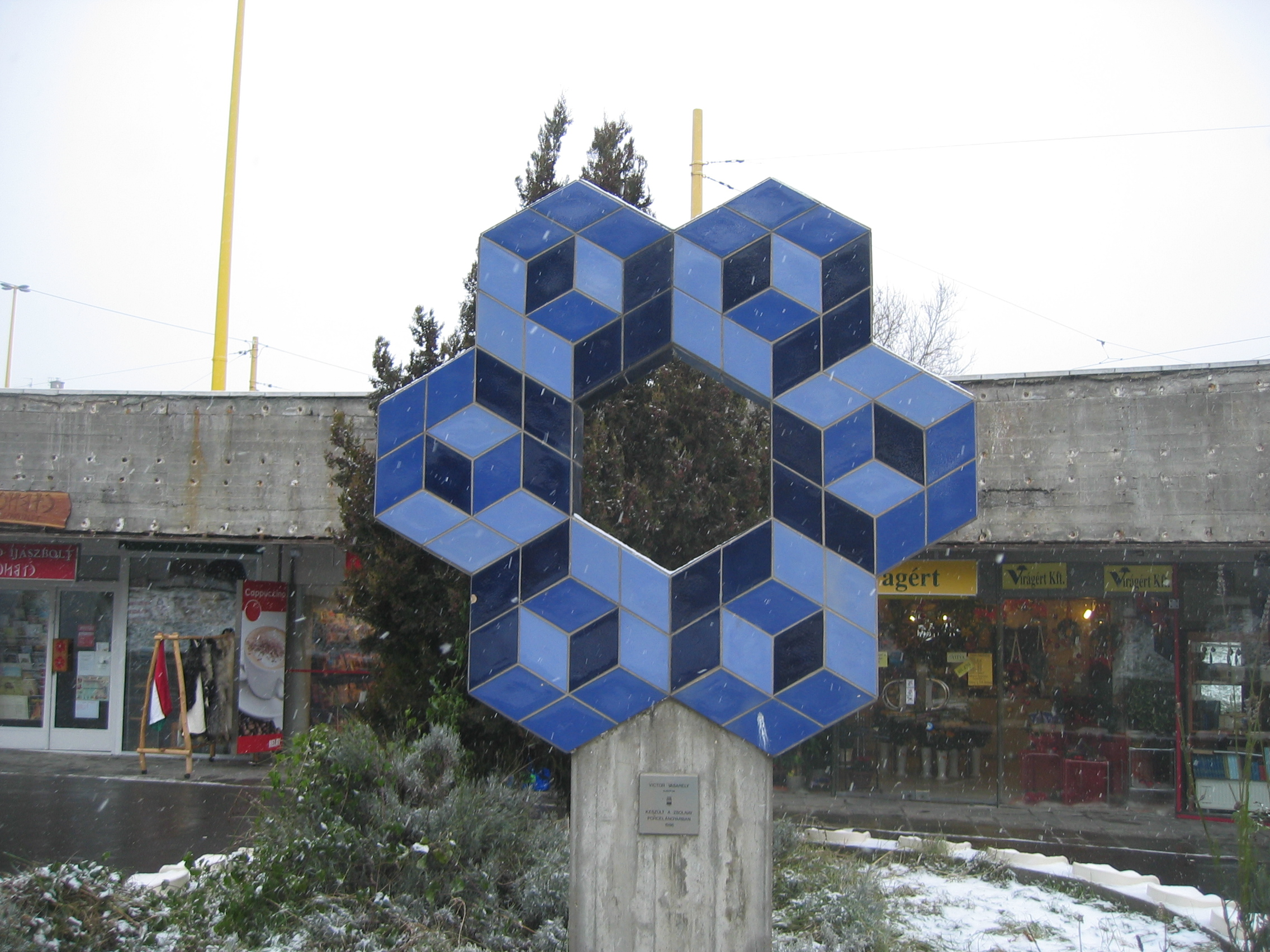
Escultura de Victor Vasarely a l'estació del Sud (Déli pályaudvar) de Budapest.

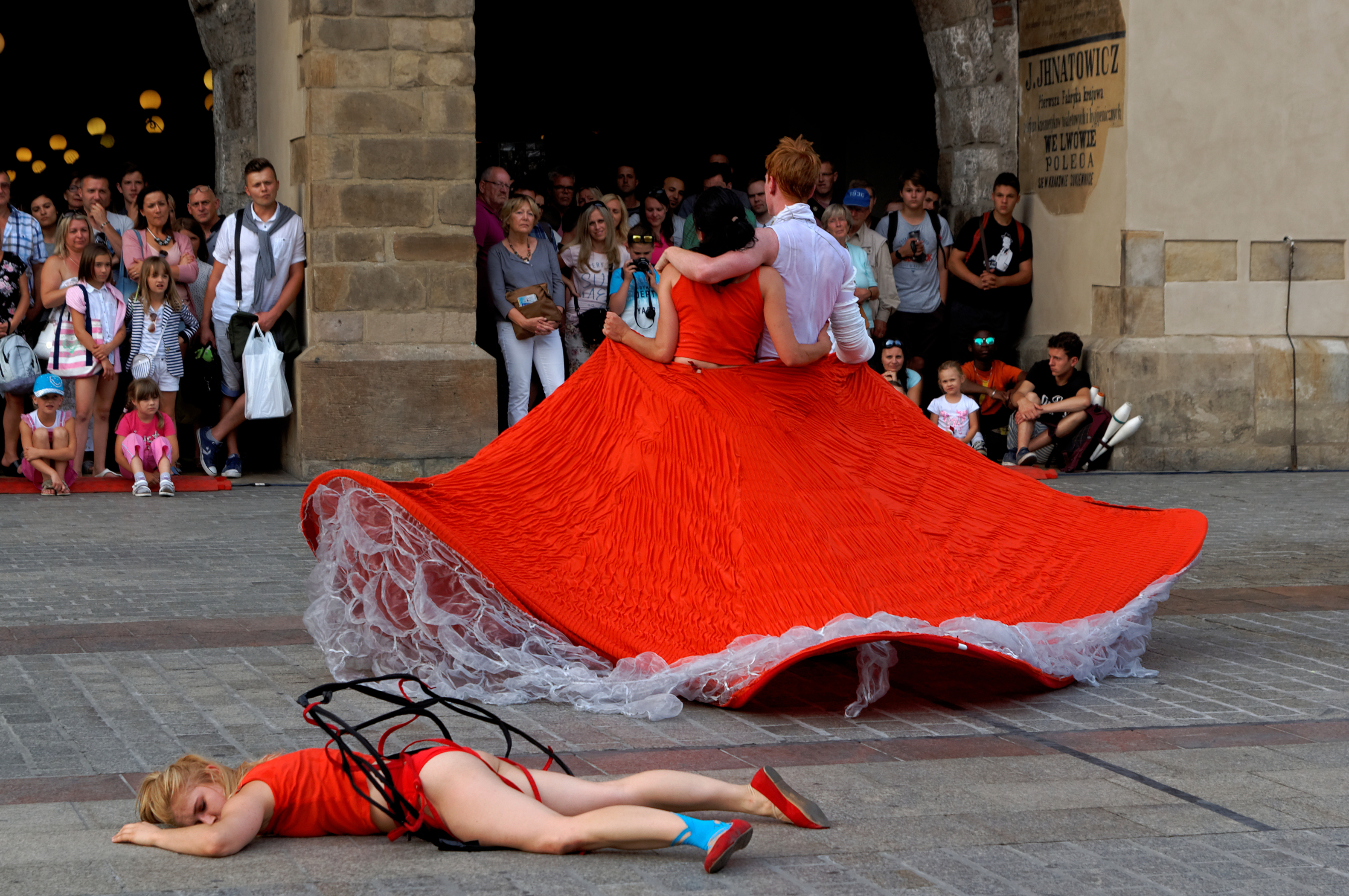
Art de carrer a Cracòvia

Art de carrer a França

Al final dels setanta, els adolescents de la ciutat de Nova York van començar a escriure els seus noms en les parets dels barris, utilitzant pseudònims, creant així una identitat pròpia. L'exemple més significatiu és el de Taki 183, que amb 17 anys va començar a escriure el seu nom artístic, viatjant amb metro d'un lloc a l'altre, estampant així la seva signatura per tot arreu.
Arran d'això, va sorgir el boom i centenars d'adolescents van començar a posar el seu nom per tota la ciutat, buscant així un estil propi. Respecte a la cal·ligrafia, al principi era bastant llegible, fins a l'arribada d'un grafiter de Filadèlfia que feia unes lletres molt fines i juntes. Aleshores, molts van adoptar el seu estil o en van crear de nous, amb lletres més separades adornades amb cors, fletxes, espirals... Més tard, va néixer la necessitat de concentrar-se en la mida i el color d'aquestes.
A finals dels setanta, es van incorporar les imatges populars, com personatges còmics o de dibuixos animats i caricatures. Cada cop, estaven més carregats de creativitat, i això va portar a un estat de combativitat, les guerres d'estils (Style Wars). També van néixer grups de gent que volien fer-se més forts i aconseguir un respecte per part dels altres.
Aquesta època d'esplendor, però, no va durar per sempre. Als principis dels vuitanta, va començar una lluita contra el grafit. Es comencen a emprar mesures tals com instal·lar tanques en els vagons de metro, i augmentar-ne la vigilància. Aleshores, alguns van buscar estratègies per seguir endavant, i d'altres van optar per una altra alternativa, anar-se'n a Europa. En aquesta època, també es van començar a promulgar lleis restringint la venda de pintures als joves, i endurint les penes contra els grafiters. Tot això va fer que es tornessin més agressius i territorials, fet que va provocar un segon boom.

### Hip-hop
A mitjan anys 80, ens trobem amb un període que podríem anomenar fase de supervivència. L'anomenem així perquè, quan ja tot el que s'acostumava a fer abans dels anys 80 sembla trencar-se, desaparèixer, tags (etiquetes), trow ups i elements que la gent veia molt alarmants, sorgeix un moviment que rescata els grafits del carrer, el moviment hip-hop.
El moviment hip-hop, en arribar, va animar de nou els adolescents; això va fer que els writers no estiguessin sols i visquessin amagats del món. Acostumaven a anar acompanyats de b-boys (seguidors del moviment hip-hop), breakers (ballarins de breakdance) i MCs (cantants de rap).
A Califòrnia, van arribar les notícies que els writers tenien facilitat, relativament, per a tornar a pintar trens de mercaderies, cosa que a molts novaiorquesos no els va semblar bé.

### Europa
A Europa, els grafits es van iniciar a mitjans dels 80, també acompanyats d'aquest moviment hip-hop. Al principi, només es veien b-boys i breakers acompanyant els writers. A poc a poc es van anar integrant amb tots ells els MCs. El moviment hip-hop no deixava de créixer; cada dia era més i més gran la quantitat de writers, b-boys, breakers i MCs. Era tan immensa la quantitat, que va arribar el grafit a Internet, en què infinites pàgines recollien tota mena de fotos, textos, reportatges, entrevistes a writers, llocs web únicament dedicats a un grup de writers, b-boys..., pàgines de grafits en trens, xats, fòrums i mil coses més.
També es van arribar a fer concursos, programes, llocs per a fer grafits legalment i cada vegada el grafit anava augmentant. Aquest moviment portava molts avantatges per als writers, b-boys... Tot i això, el grafit no es va fer legal a Europa, i no els deixaven pintar en moltes parets dels carrers, només en les parets i llocs legals. Moltes de les persones que els prohibien fer grafits a les parets dels carrers eren promotors dels anuncis que es feien en la televisió que parlaven dels grafits.
El grafit també va tenir els seus desavantatges, és per això que el grafit no es va fer legal a Europa, perquè hi havia gent que no pensava igual, i els semblava malament que els writers, b-boys i d'altres embrutessin les parets amb els seus grafits que, si més no, era un tipus d'art poc conegut a mitjans dels 80.

## Tècniques

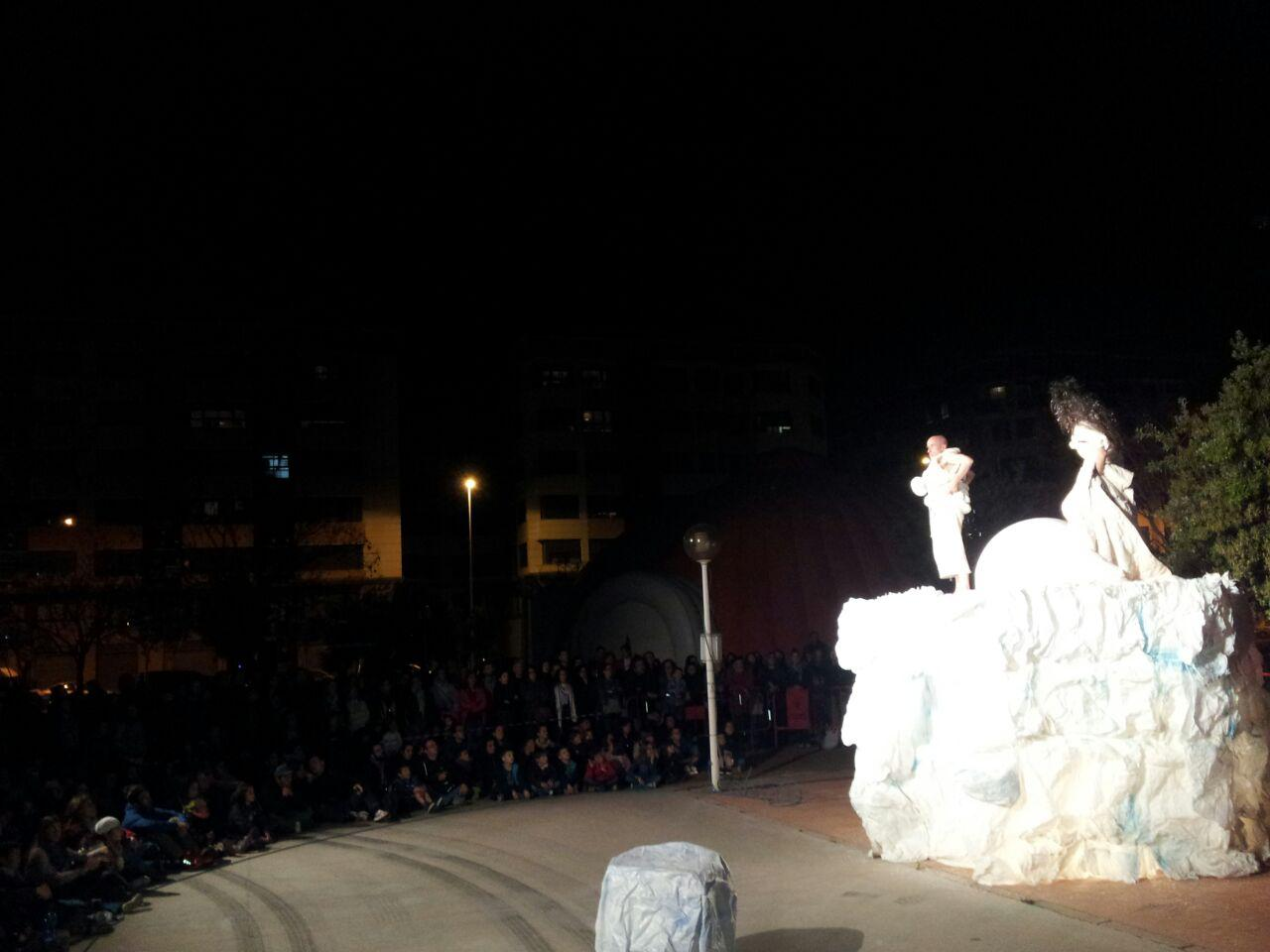
Les arts de carrer inclouen arts plàstiques i arts escèniques entre d'altres. A la imatge el clown Leandre en un espectacle de carrer.

En els anys 80, l'eix d'aquesta modalitat artística es va traslladar a ciutats com Barcelona i Berlín, i més tard, a Buenos Aires, que veu en les seves parets i altres superfícies de l'espai públic urbà, com trens i ponts, una infinitat d'expressions sustentades en dues tècniques bàsiques: l'stencil i el grafit.

### Stencil
L'stencil és la tècnica que consisteix a aplicar pintura en aerosol sobre una plantilla en la qual prèviament s'ha calcat el dibuix que es pretén aconseguir. Una de les formes més usuals de fer-ho és retallant la imatge desitjada sobre un full de paper dur; el dibuix apareix com un espai obert amb zones sòlides al voltant. La plantilla així obtinguda se situa sobre un nou full de paper i s'aplica la pintura sobre tota la superfície. Les zones de pintura que arriben al full inferior queden limitades a la forma dels buits de la plantilla, creant així la imatge desitjada.
És possible aplicar la pintura de diferents maneres, amb brotxa d'estergit (s'aplica poca quantitat de pintura), corró d'escuma, aerosol per a crear fins i delicats dibuixos.

### Grafit
El grafit consisteix en la creació d'imatges i inscripcions directament sobre la paret, també amb aerosol. El grafit és el resultat de pintar textos abstractes en les parets de manera lliure, creativa i il·limitada, amb fins d'expressió i divulgació, l'essència dels quals és canviar i evolucionar buscant ser un atractiu visual i amb un alt impacte, com a part d'un moviment urbà revolucionari i rebel, i és una de les quatre parts de les branques del hip-hop.

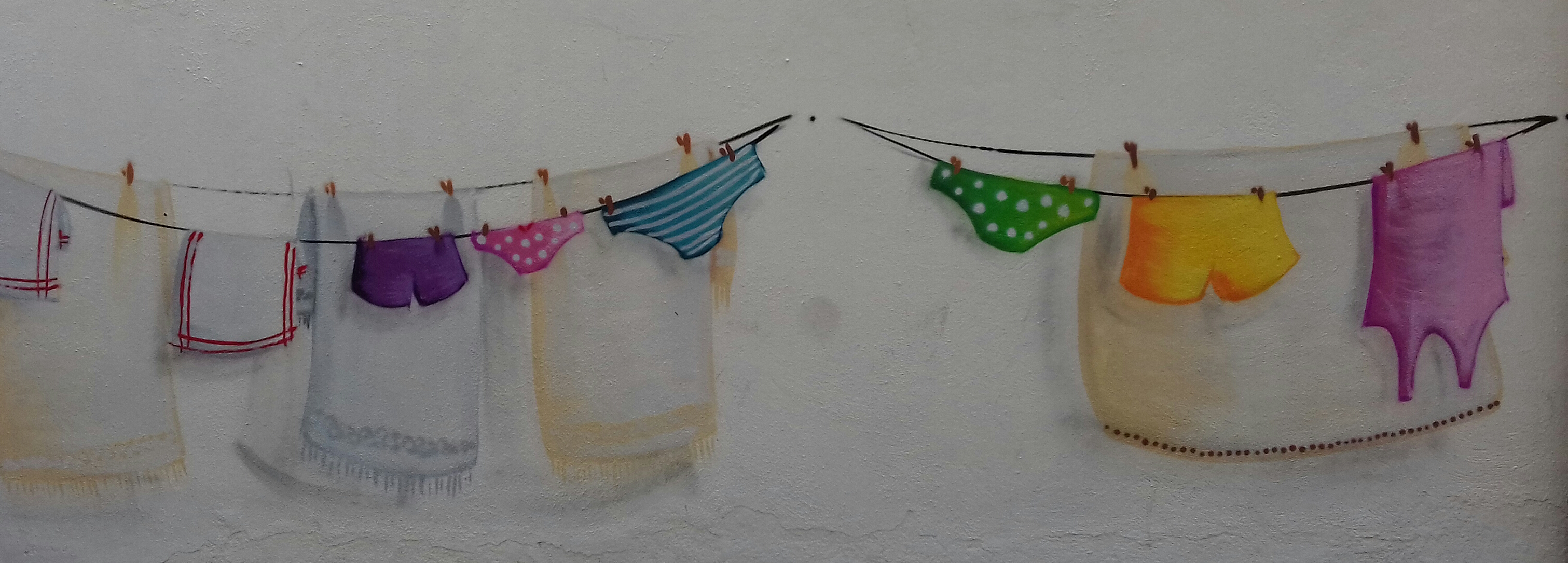
Grafit -actualment desaparegut- al carrer de la Palla de Terrassa

## Tipus

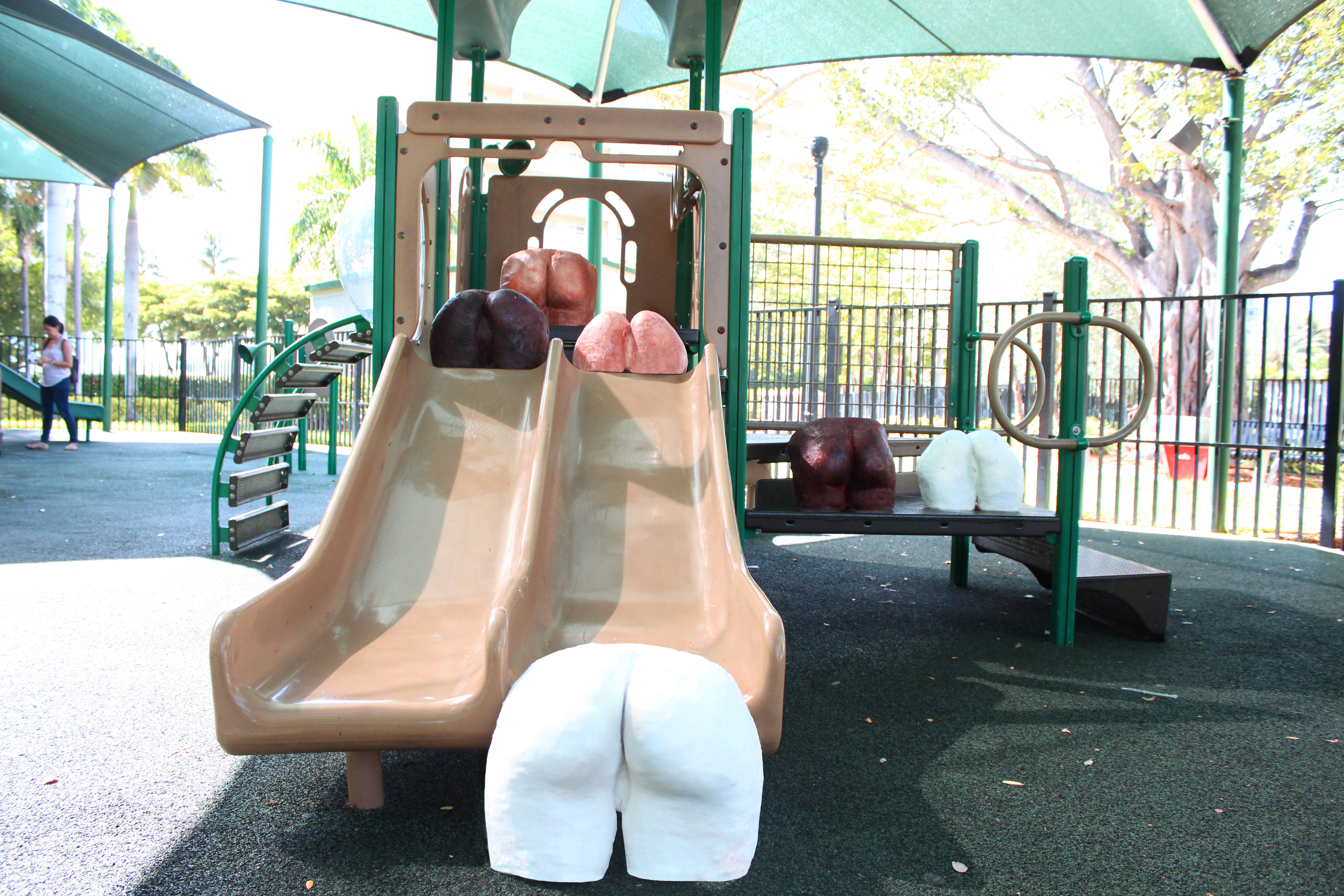
Wax that ass uneix les tècniques d'esculptura i intervenció a espais públics

### Wheatpaste
El wheatpaste és un tipus de street art que fa molt de temps que es coneix; es tracta d'enganxar cartells i decoracions en un mur utilitzant tècniques com el retallable, el collage i el paper maixé. En algunes cultures, s'utilitza aquesta tècnica per a penjar propaganda i art en zones urbanes.

### Jammers
Un altre gènere de street art conegut és el jamming, també anomenat moviment de desintoxicació cultural, de vegades considerat com un sabotatge individualista que no opta per cap posició política ni cultural o per manifestar cap mena de missatge, només comunicar. Generalment, és un desig de diversió existent dins de la cultura popular i que s'utilitza amb una comunicació no autoritzada o d'oposició al govern.
Inclusivament, podria definir-se com un moviment artístic, encara que això també pot ser insuficient per a cobrir tot l'espectre d'activitats identificades com a contracultura. Aquest gènere de sabotatge cultural s'ha caracteritzat com una forma de lluita pública que, en general, està en oposició a tot el comercial, i als vectors d'una imatge corporativa. El moviment jamming, per exemple, deforma imatges d'anuncis publicitaris per a canviar-ne el missatge.

### Intervenció

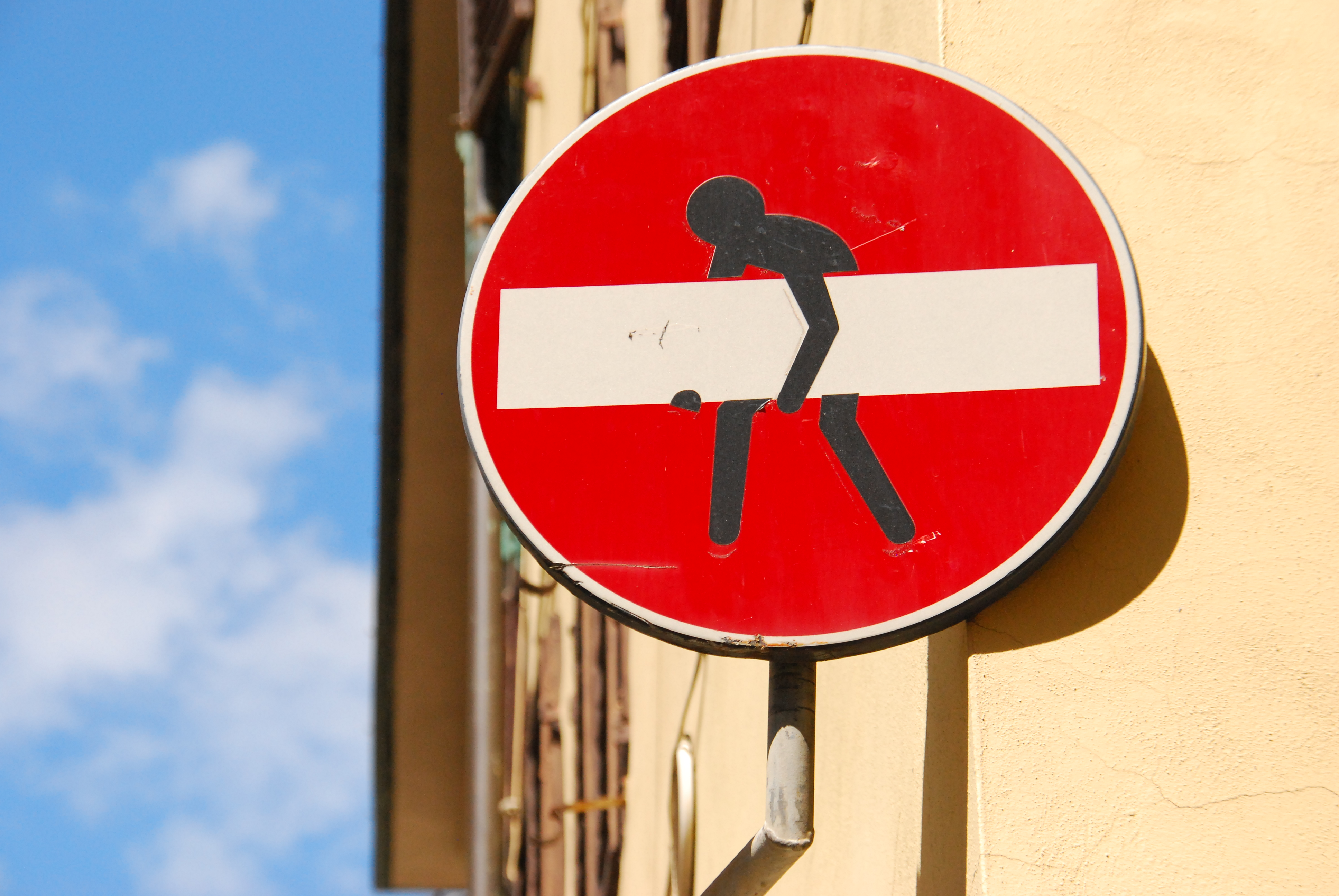
Sticker art a Florència, per Clet Abraham

Aquest és un altre tipus de gènere de street art. La intervenció és una interacció amb una obra d'art ja existent. També s'ha conegut pel fet del gran ús que n'ha fet el stuckisme o moviment fartista, amb la intenció de posar en evidència les obres d'art a les que s'oposen, i com una protesta contra una intervenció existent.

### Sticker art

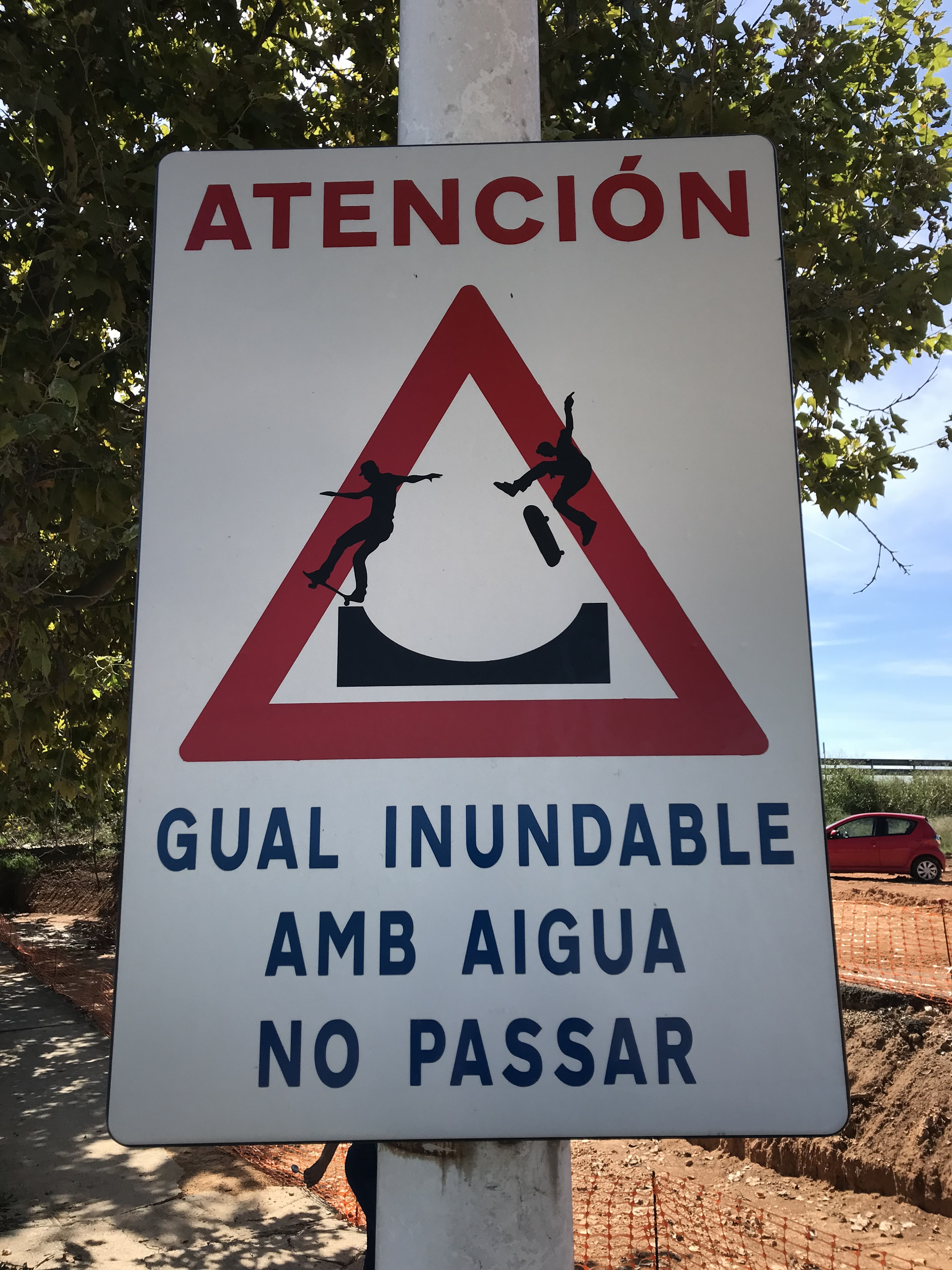
Art amb adhesius en una placa de Picanya

Un altre tipus d'art que en l'actualitat està de moda és el sticker art, en el qual una imatge o un missatge es mostra públicament mitjançant adhesius. Aquesta forma d'art de carrer permet que el grafit es posi a l'instant en qualsevol lloc de forma accessible amb un risc molt menor. L'artista bretó Clet Abraham n'és un exemple, visible en els senyals de trànsit de les principals ciutats europees.

## Noms propis

### Banksy

Pintura mural de Banksy a Bristol

Banksy és el pseudònim d'un prolífic artista de grafit britànic. Es creu que va néixer a Yate, localitat propera a Bristol, el 1974, però les dades sobre la seva identitat són incertes i es desconeixen detalls de la seva biografia. Segons Tristan Manco, Banksy va néixer el 1974 i va créixer a Bristol, Anglaterra. Fill d'un tècnic de fotocopiadores, va ser aprenent de carnisser, però es va veure implicat en el grafit durant el boom de l'aerosol a Bristol de finals dels 80. Banksy va reconèixer la influència de Blek dient: "cada vegada que crec que he pintat alguna cosa lleugerament original, m'adono que Blek Le Rat ho va fer millor, només que vint anys abans." Les seves obres es van fer populars i són visibles en diverses ciutats del món, especialment a Londres.

### Els autòctons de Madrid
Els anomenats fletxers madrilenys representaven un col·lectiu de joves grafiters madrilenys de l'època dels 80 que desenvolupaven un estil de grafit autòcton, deslligat per complet de l'original moviment de grafit novaiorquès tal com avui el coneixem.
Amb una filosofia de grafit definida, en paràmetres generals, per un respecte als monuments i llocs artístics i pel reemplaçament arriscat de les seves pintades, generalment en carrers cèntrics o autopistes. Es caracteritzen, a més, pel fet d'engreixar la seva signatura afegint-hi contorns, il·luminació i ombres per fer-la destacar. Això conferia un estil específic i una gran personalitat a la insígnia de cadascú. És important destacar, com ja s'ha dit, la desvinculació d'aquests grafiters del grafit provinent dels EUA (el qual ja va arribar a Europa dins del paquet hip-hop). Ens trobem així que molts d'aquests grafiters eren heavis, roquers, o simplement no pertanyien a cap tribu urbana, en contra del que passaria en l'arribada de la segona onada de grafiters a principis dels 90, en què aquest moviment estava més lligat al rap i, en general, al moviment hip-hop.

### Muelle
Precisament, una pintada en el pedestal d'un monument va provocar el descobriment que darrere d'aquella signatura fantasma hi havia una persona concreta.
La seva primera detenció es va produir quan un guàrdia el va enxampar estampant la seva signatura en un cartell publicitari del metro. El jurat li va posar una multa de 2.500 pessetes, una primera multa a la qual se'n van afegir altres fins a arribar a 12.000 pessetes, commutables per dos dies de presó. En una altra ocasió, una nit, estava realitzant una pintada a la zona d'Embajadores. Va notar -diu un amic indiscret- que havia sigut controlat per un Nissan de la policia, aleshores va saltar sobre la moto i, corrents, va intentar una fugida desesperada. Va desembocar en una avinguda i... Maledicció: un semàfor en vermell! El seu respecte per les normes de circulació el va posar en mans de la policia:
-Ets tu qui estaves fent la pintada?
-Quina pintada?
-Home, un llest!
-Sí, era jo.
-Tu ets el Muelle?
-Sí, per què?
-T'importaria signar-nos un autògraf?
Amb la seva popularitat van anar augmentant els amics i, expliquen, que ell es divertia tirant de la llengua a la gent que s'inventava històries, inexistents amistats i suposades persecucions nocturnes amb l'esprai a la mà. El cert és que una coneguda fàbrica de matalassos va arribar a oferir cinc milions de pessetes per la marca, oferta que no va ser acceptada pel grafiter, per a estupefacció de la seva mare i orgull dels seus seguidors. No sempre que Muelle es va veure involucrat en assumptes judicials va ser per alguna denúncia. En altres ocasions, els netejadors municipals van respectar les seves pintades. Va arribar a denunciar l'ús inadequat de la seva marca en la revista Villa de Madrid, editada per l'Ajuntament. L'Ajuntament de Parla va arribar a demanar-li que impartís un curs de pintades als nois de la localitat perquè aprenguessin a canalitzar els seus ímpetus pictòrics sense destrossar l'entorn. Es va convertir en un famós desconegut; casa seva s'omplia de nens de tots els racons més variats de Madrid que demanaven una rúbrica en la samarreta o que convertís els seus noms en un grafit.

### Os Gémeos
Os Gémeos (portuguès per als 'bessons') són autors de street art, germans bessons idèntics (nascuts el 1974) a São Paulo, Brasil, els noms reals en són Octavio i Gustavo Pandolfo. Van començar a pintar grafits el 1987 i, a poc a poc, es van convertir en una influència principal en l'escena local, ajudant a definir un estil propi del Brasil. El seu treball sovint compta amb personatges de pell groga. Els temes van des de retrats de família a comentaris de les circumstàncies socials i polítiques de Sao Paulo, així com el folklore brasiler. El seu estil grafiter va ser influenciat per l'estil hip-hop tradicional i el moviment pixação Brasil.